# El Limón, Petatlán
El Limón är en ort i Mexiko.   Den ligger i kommunen Petatlán och delstaten Guerrero, i den södra delen av landet, 290 km sydväst om huvudstaden Mexico City. El Limón ligger 489 meter över havet och antalet invånare är 137.
Terrängen runt El Limón är huvudsakligen kuperad, men åt nordväst är den bergig. El Limón ligger nere i en dal. Runt El Limón är det glesbefolkat, med 19 invånare per kvadratkilometer. Närmaste större samhälle är Las Mesas, 6,9 km sydväst om El Limón. I omgivningarna runt El Limón växer huvudsakligen savannskog.